# Căptălan, Banatul Central
Căptălan (în sârbă Busenje, în maghiară Káptalanfalva, în germană Kaptalan) este o localitate în Districtul Banatul Central, Voivodina, Serbia.

## Istoric
Din 1920 până în 1924 a făcut parte din România. La rectificarea frontierei între România și Serbia localitatea a fost atribuită Serbiei.

## Demografie
Marea majoritate a locuitorilor (85% în 2011) este alcătuită din maghiari din Serbia.